# Jean-Christophe Amade Aloma
Jean-Christophe Amade Aloma, M. Afr. (Mune, 18 januari 1961) is een Congolees rooms-katholiek geestelijke en bisschop.
Hij trad binnen bij de Missionarissen van Afrika of Witte Paters en werd in 1990 tot priester gewijd. Hij studeerde theologie aan de London Missionary Institute en filosofie aan het Pauselijke Gregoriaanse Universiteit te Rome. Hij was werkzaam in Ghana, Oeganda en in Kinshasa aan de Universiteit Saint-Augustin. Hij was provinciaal overste van de Missionarissen van Afrika voor Centraal-Afrika en werd in 2015 benoemd tot bisschop van Kalemie-Kirungu als opvolger van Dominique Kimpinde Amando.